# Leucania deinographa
Leucania deinographa là một loài bướm đêm trong họ Noctuidae.